# Rioja, Almería
Rioja este o municipalitate și un oraș din provincia Almería, Andaluzia, Spania, cu o populație de 1.329 locuitori.